# Cherwell District
Cherwell District är ett distrikt (motsvarande kommun) i grevskapet Oxfordshire i England, Storbritannien. Distriktet har 164 155 invånare (2022). Större orter är Banbury, Bicester och Kidlington. Distriktet är indelat i 79 civil parishes.